# Aucklandi vulkáni mező
Az Aucklandi vulkáni mező Új-Zéland legnagyobb városa és közvetlen környéke alatt fekszik. Egyes vulkánjai jól felismerhetők a városon belül is, másokat az épített környezet már eltakar. Az egykori tűzhányók területe, veszélyessége miatt, folyamatos kutatás tárgya, a róla szóló ismeretek folyamatosan bővülnek. 2011-re körülbelül 53 régi vulkán nyomait azonosították itt. A kutatás során az egyértelmű vulkáni kúpok mellett meghatározásra kerültek különböző tufagyűrűk,  maarok, salakárak (scoria) és lávafolyások. A legtöbb itteni tűzhányó csak egyszer tört ki, néhány hetestől több évig terjedő időszakig működött, és a következő kitörésre már más helyen került sor. A Rangitoto-szigeten több kitörés nyomait is sikerült kimutatni. A tűzhányó-mezőben bazaltos magma tör felszínre, eltérően az Északi-sziget központi vidékén a szubdukció eredményeként kialakult andezitvulkánoktól, mint például a Mount Ruapehu és a Taupói-tó. A földtörténeti múlt elemzése révén megállapítható, hogy a jelenleg „alvó” állapotban lévő tűzhányó-mezőn a következő néhány száz vagy ezer évben – geológiai értelemben véve nagyon rövid időn belül – bármikor új kitörés kezdődhet.

## Földrajza
A vulkáni mező mintegy 360 négyzetkilométert foglal el az új-zélandi Északi-sziget északi nyúlványát és déli területeit összekötő keskeny földszoroson, ahol Auckland városa is található, illetve a közeli szigeteken. Az északi North Shore elővárosban található, maar jellegű Pupuke-tótól 30 kilométeren át húzódik a déli Manukau City elővárosig, magába foglalva a Csendes-óceánra nyíló Hauraki-öbölben található Rangitoto-szigetet, valamint a Tasman-tengerre nyíló Manukau Harbour öbölben fekvő Puketutu-szigetet.
A mező legészakibb elemei a Pupuke-tó és a Rangitoto-sziget, legdélibb tagja a Matukutururu (Wiri Mountain), nyugaton a Mount Albert, keleten a Pigeon Mountain (Új-Zéland).
A vulkánok alacsonyak: a legfiatalabb Rangitoto egyúttal a legmagasabb is a maga 260 méterével. Auckland belterületén a legmagasabb a  Mount Eden 196 méterrel.
A mező lávafolyásai az aucklandi földszoros nagy részét beborítják. Az egyik leghosszabb a Mount Saint Johnból északra induló lávafolyam, ami csaknem keresztezi a Waitemata Harbour öblét, létrehozva a Meola Reef sziklazátonyt. A területen csaknem 50 lávaalagút és más lávabarlang ismeretes, ezekben a forró anyag külső kérge megszilárdult, miközben a belső folyékony láva továbbhaladt, és üreget hagyott maga után. Ilyen a 290 méter hosszú Wiri Lava Cave.

## Története
A kutatások szerint e területen először az Onepoto vulkán tört ki 248 000 ± 28 000 évvel ezelőtt. Az eddigi utolsó kitörés körülbelül 600 évvel ezelőtt volt, amikor a Rangitoto-sziget keletkezett, ezt az eseményt a maori lakosság már megőrizte a történelmi emlékezetében. A kitörések nagysága az idők folyamán egyre nőtt, a Rangitoto által felszínre hozott anyag tömege az egész terület vulkáni anyagának 60%-át teszi ki.
A lávamező eddigi negyedmillió éves működése során a Föld nagyrészt jégkorszaki állapotban volt, a mainál lényegesen alacsonyabb tengerszinttel. Ezért a mező legtöbb vulkánja szárazföldön tört ki, kivéve a Rangitoto-sziget vulkánját.
A maorik letelepedése, majd a törzsi háborúk gyakorivá válása után a terület vulkáni kúpjait erődített települések, úgynevezett pák építésére használták. A fából készült palánkok mellett ezek fő jellegzetességei a harci célokra kialakított teraszok voltak, amik gyakran ma is láthatók.
Az európaiak betelepedése után a vulkáni kúpok egy részét kőbányának használták, bár már a 20. század elején törvénnyel próbálták ezt megakadályozni. Csak a 20. század végére szűnt meg teljesen az effajta munka, a megmaradt vulkáni maradványok védelem alá kerültek, gyakran parkokat alakítottak ki rajtuk, mint az Auckland Domain vagy a Myers Park.

## Veszélyek
A terület vulkánossága nem tekinthető lezártnak, ezért számítani kell arra, hogy a vulkáni aktivitás bármikor újra kezdődhet, bár a kitöréses periódusok közötti időszak évszázadokra vagy évezredekre is rúghat. Egy új kitörés súlyos károkat okozhat, és hetekig, hónapokig, esetleg évekig is elhúzódhat. Legsúlyosabb következménye lakóterületek, ipari létesítmények elpusztítása, a közlekedési infrastruktúra (kikötők, autópályák, repülőterek) lerombolása lehet. Egyszerre több vulkán kitörése is lehetséges; a kutatások szerint körülbelül 32 000 évvel ezelőtt egy ötvenéves időszakban nagyjából egyszerre 5 vulkán is működött a területen.
Mivel a vulkánkitörések a mai technika eszközeivel – a földrengésektől eltérően – viszonylag jól előre jelezhetők, komoly monitoring rendszert építettek ki a hatóságok a város területén és polgári védelmi terveket dolgoztak ki, főleg a lakosság kitelepítésére.
Szakértői tanulmányok egy új kitörés valószínűségét a területen évente 1:1000-re teszik. Emellett a város távolabb környezetében, az Északi-sziget más nagy vulkánjainak (Ruapehu, White-sziget) esetleges nagyobb kitörései is veszélyeket jelenthetnek Auckland városára. A lakosságot ezért igyekeznek részletesen tájékoztatni és a felkészíteni az ilyen esetben szükséges teendőkre.

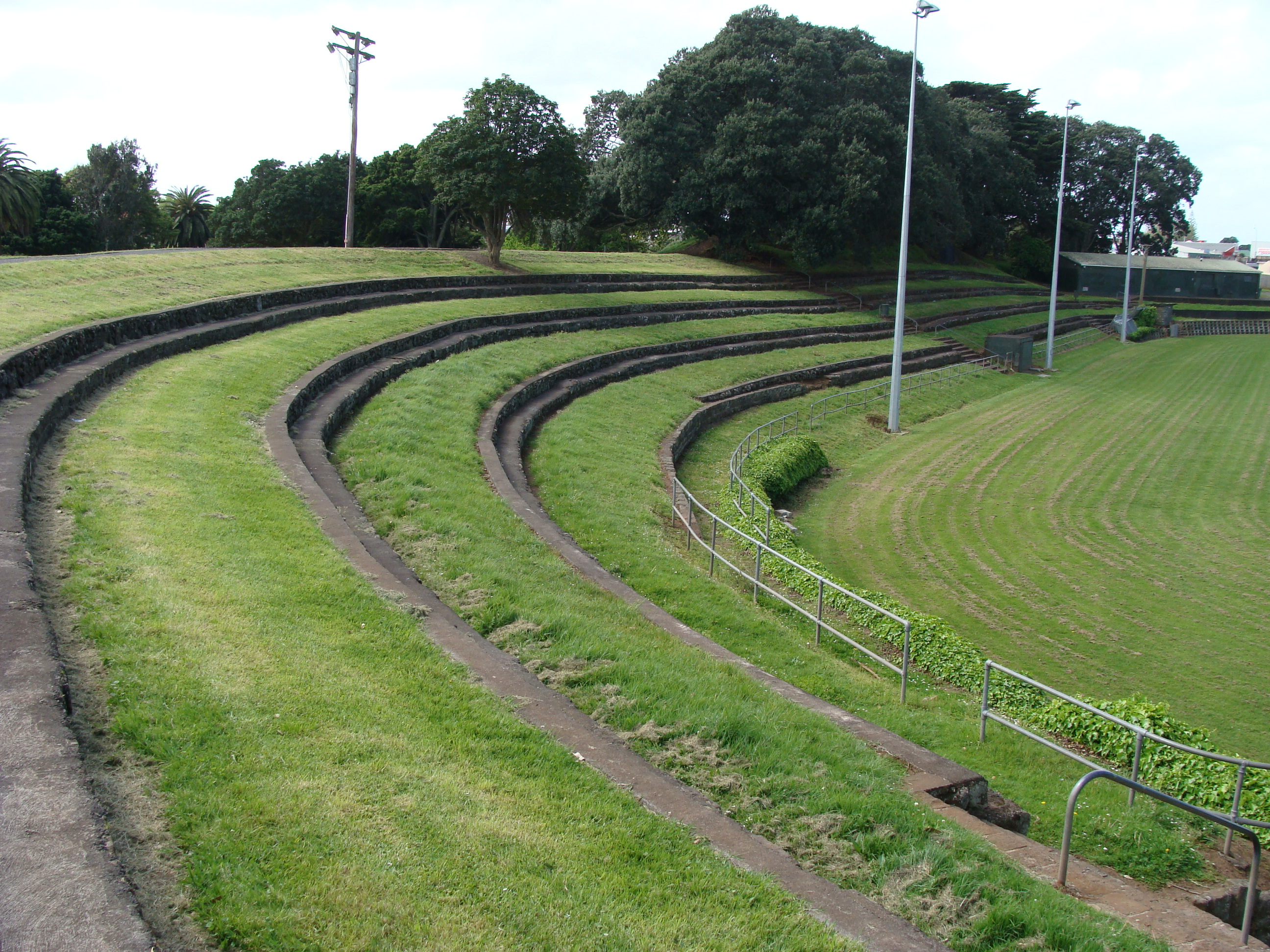
Stadionná alakított vulkáni kráter (Sturges Park)
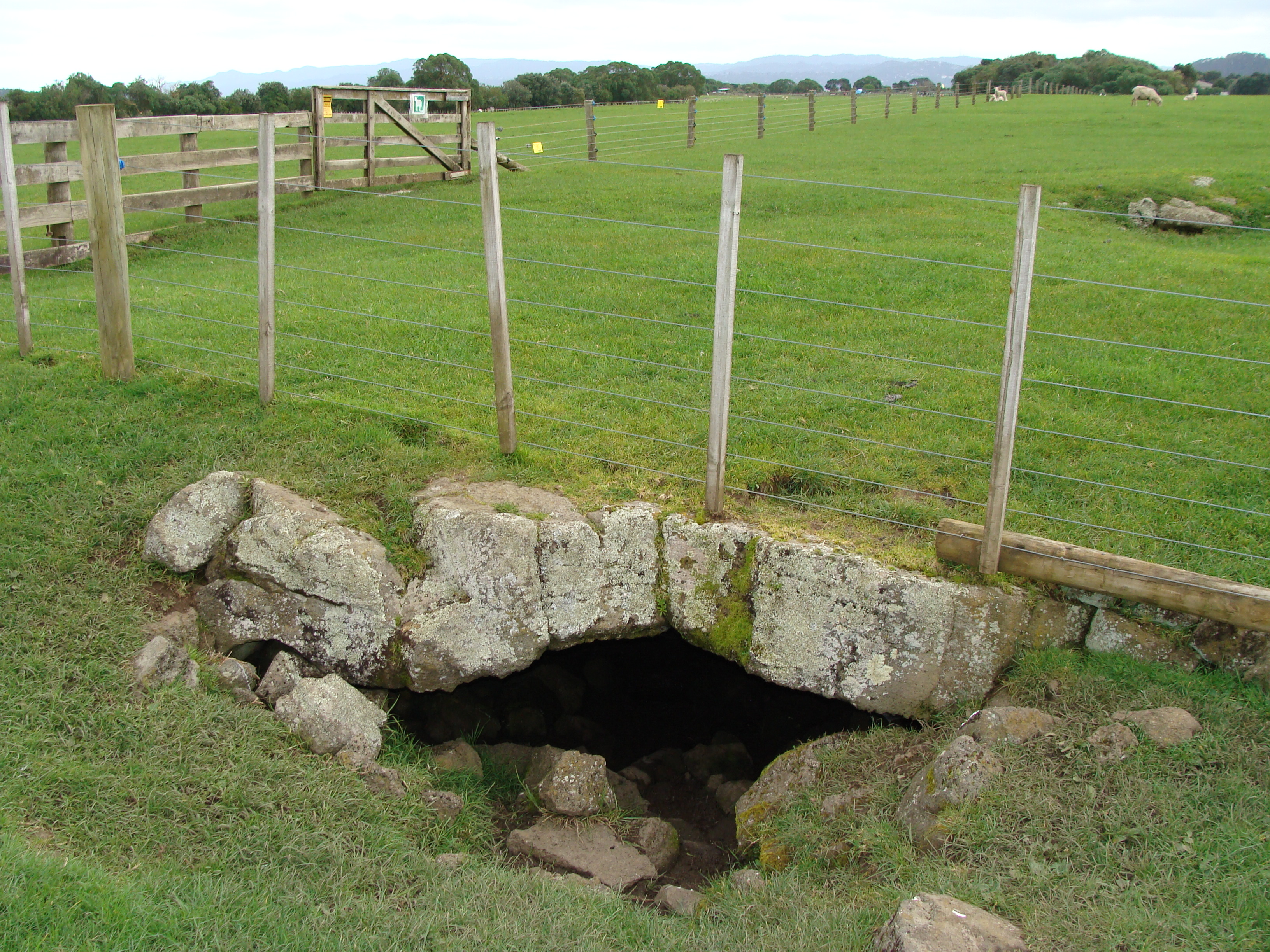
Lávabarlang egy legelő alatt (Ambury Park)
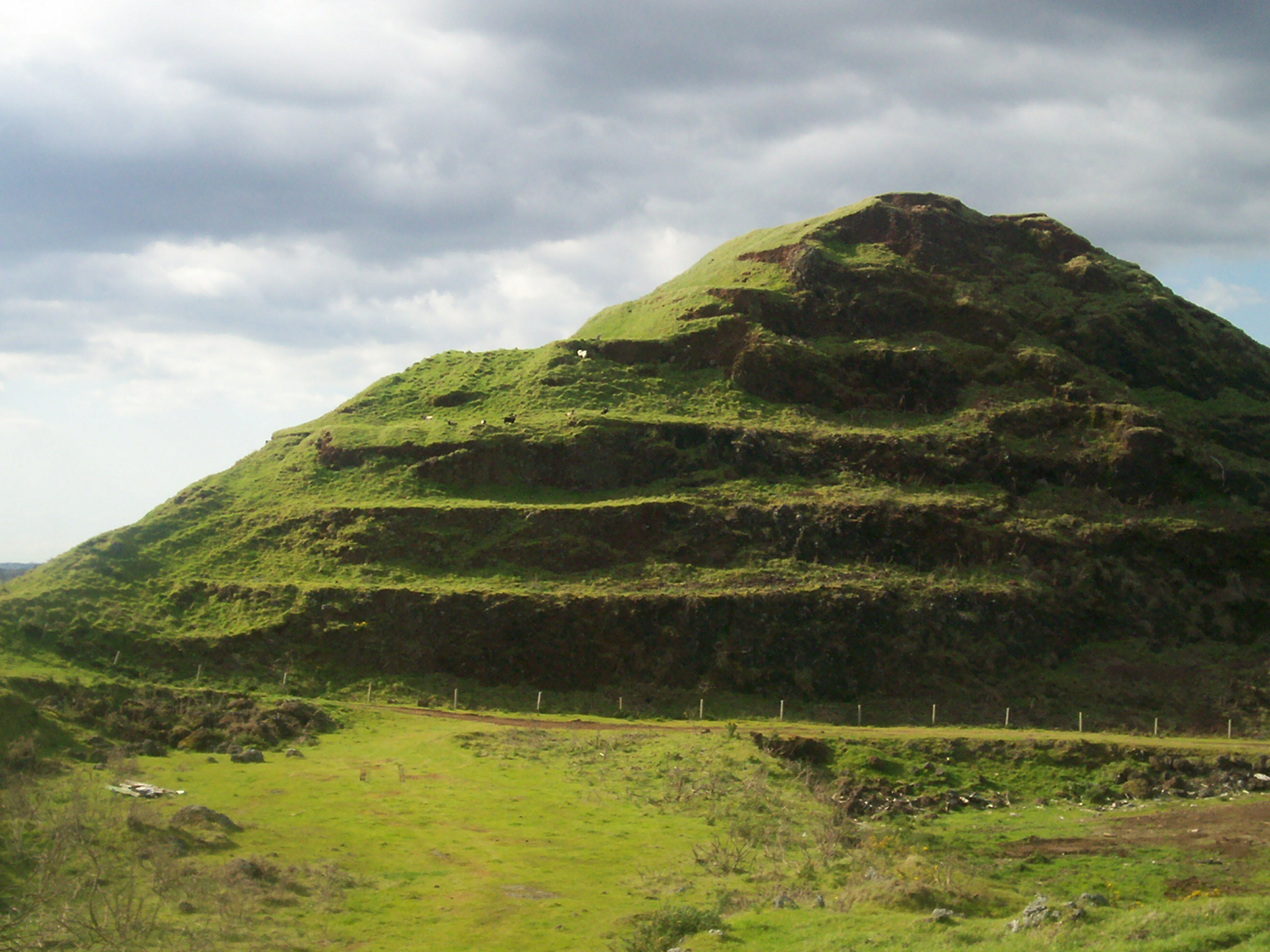
A Matukutureia vulkán maradványai, maori teraszokkal
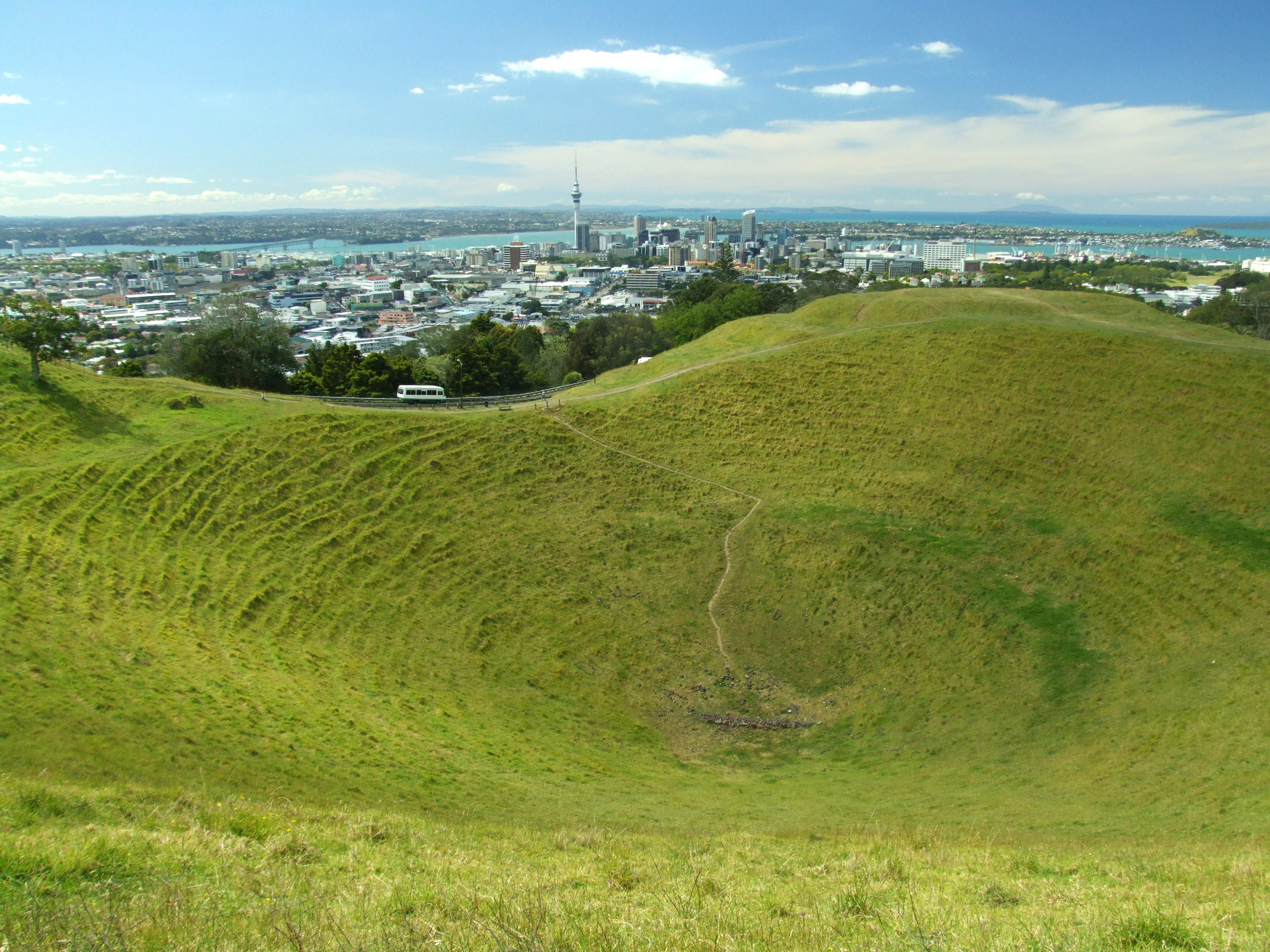
A Mount Eden vulkán krátere, háttérben a város központja

## A vulkáni mező eddig azonosított tűzhányóinak listája

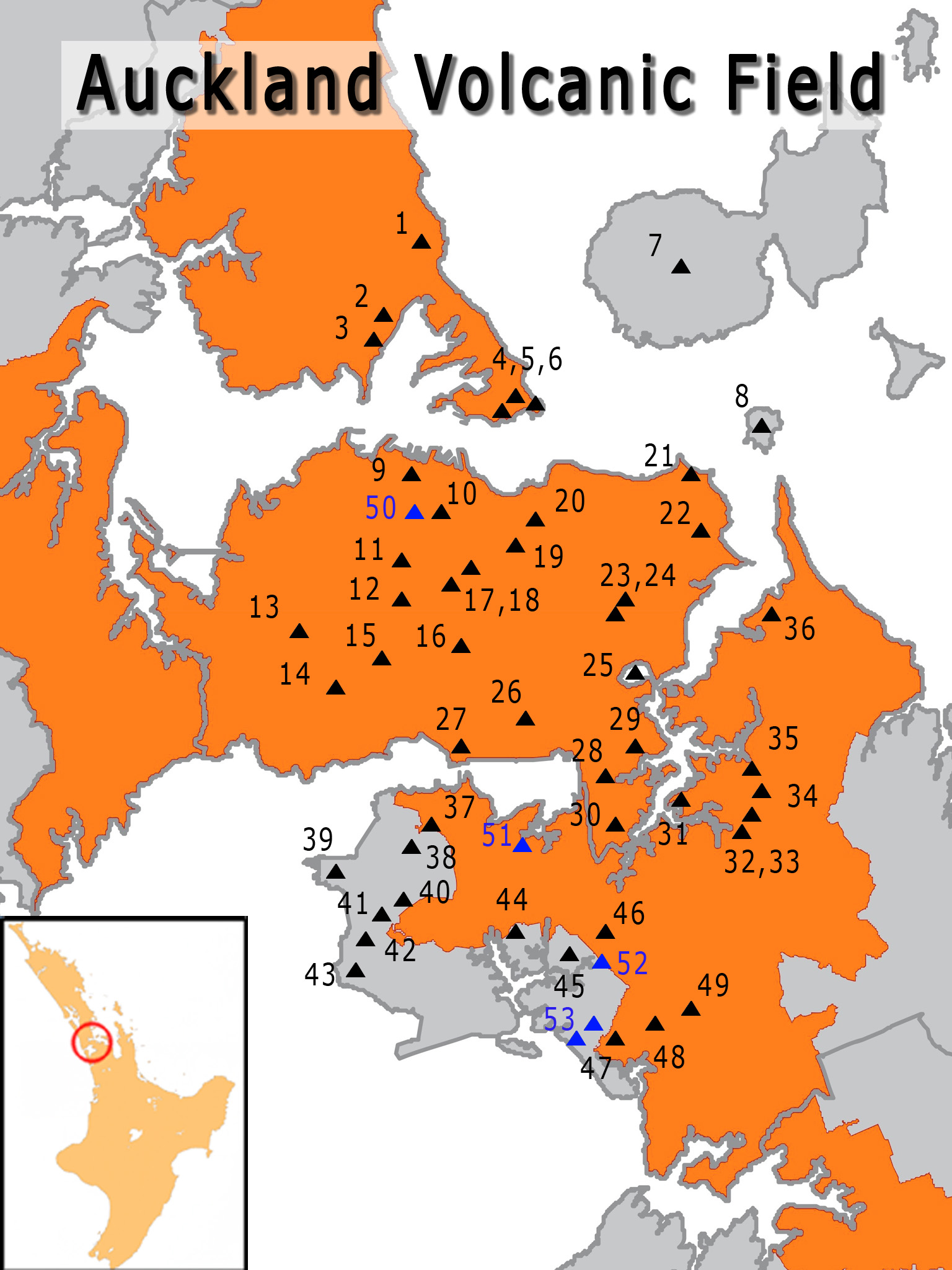
A számozott vulkánok elhelyezkedése

|     | Név                          | Maori név                              | Magasság | Kráter átmérője   | Kora               | Városrész           | Koordináták                                                    | Megjegyzés |
| --- | ---------------------------- | -------------------------------------- | -------- | ----------------- | ------------------ | ------------------- | -------------------------------------------------------------- | --- |
| 1   | Pupuke-tó                    | Pupuke Moana                           |          | 1-1,37 km         | 200 000–260 000 év | Takapuna            | d. sz. 36,780115°, k. h. 174,766184°36.780115°S 174.766184°E   | Maar, tufagyűrű szabálytalan krátertóval (Lake Pupuke)                                                                |
| 2   | Tank Farm                    | Te Kopua o Matakamokamo                |          | 425–555 m         |                    | Northcote           | d. sz. 36,802000°, k. h. 174,753299°36.802000°S 174.753299°E   | Tufagyűrű kráterrel                                                                                                   |
| 3   | Onepoto                      | Te Kopua o Matakerepo                  |          | 490–600 m         | > 248 000 év       | Northcote           | d. sz. 36,808185°, k. h. 174,750853°36.808185°S 174.750853°E   | Tufagyűrű kráterrel                                                                                                   |
| 4   | Mount Victoria               | Takarunga                              | 87 m     |                   |                    | Devonport           | d. sz. 36,8266°, k. h. 174,7990°36.826600°S 174.799000°E       | Vulkáni kúp, kráter nélkül                                                                                            |
| 5   | Mount Cambria                | Takararo                               |          |                   |                    | Devonport           | d. sz. 36,824444°, k. h. 174,801933°36.824444°S 174.801933°E   | Kráter |
| 6   | North Head                   | Maungauika                             | 61 m     |                   |                    | Devonport           | d. sz. 36,827751°, k. h. 174,812050°36.827751°S 174.812050°E   | Vulkáni kúp, kráter nélkül                                                                                            |
| 7   | Rangitoto                    | Rangitoto                              | 260 m    | ~ 150 m           | 504 és 552 év      | Rangitoto-sziget    | d. sz. 36,786742°, k. h. 174,860115°36.786742°S 174.860115°E   | Kráter, két kitörés                                                                                                   |
| 8   | Browns-sziget                | Motukorea                              | 57 m     | 125–160 m         |                    | Browns-sziget       | d. sz. 36,8306°, k. h. 174,8948°36.830600°S 174.894800°E       | Kráter |
| 9   | Albert Park (Auckland)       |                                        |          |                   |                    | Parnell             | d. sz. 36,8507°, k. h. 174,7675°36.850700°S 174.767500°E       | Park, a vulkán már nem ismerhető fel                                                                                  |
| 10  | Auckland Domain              | Pukekawa                               |          |                   | > 60 000 év        | Auckland Domain     | d. sz. 36,859158°, k. h. 174,775808°36.859158°S 174.775808°E   | Park, a vulkán már nem ismerhető fel                                                                                  |
| 11  | Mount Eden (vulkán)          | Maungawhau                             | 196 m    | 135–145 m         | 28 000 év          | Mt. Eden            | d. sz. 36,877°, k. h. 174,764°36.877000°S 174.764000°E         | Kráter |
| 12  | Te Pou Hawaiki               | Te Pou Hawaiki                         |          |                   |                    |                     | d. sz. 36,882470°, k. h. 174,766726°36.882470°S 174.766726°E   | A felszínen már nem látható, elhordták                                                                                |
| 13  | Mount Albert                 | Te Ai ka roa a Raka                    |          |                   | > 30 000 év        | Mt. Albert          | d. sz. 36,884°, k. h. 174,716°36.884000°S 174.716000°E         | Kráter, futballpálya és park                                                                                          |
| 14  | Mount Roskill                | Puketapapa                             | 110 m    |                   |                    | Mt. Roskill         | d. sz. 36,912594°, k. h. 174,737259°36.912594°S 174.737259°E   | Vulkáni kúp, kráter nélkül                                                                                            |
| 15  | Three Kings                  | Te Tatua a Riukiuta                    |          |                   | 28 500 év          | Three Kings         | d. sz. 36,902926°, k. h. 174,754651°36.902926°S 174.754651°E   | Tufagyűrű vulkáni kúppal, kráter nélkül                                                                               |
| 16  | One Tree Hill                | Maungakiekie                           |          | 122–150 m         |                    | One Three Hill      | d. sz. 36° 54′ 00″, k. h. 174° 46′ 59″36.900000°S 174.783056°E | Vulkáni kúp és kráter                                                                                                 |
| 17  | Mount Saint John             | Te Kopuke                              | 126 m    | 150–155 m         | > 28 500 év        |                     | d. sz. 36,883431°, k. h. 174,780196°36.883431°S 174.780196°E   | Kráter |
| 18  | Mount Hobson                 | Ohinerangi                             |          | ~ 100 m           |                    |                     | d. sz. 36,877814°, k. h. 174,786156°36.877814°S 174.786156°E   | Deformált vulkáni kúp és kráter                                                                                       |
| 19  | Little Rangitoto             | Maungarahiri                           |          |                   |                    |                     | d. sz. 36,875407°, k. h. 174,809636°36.875407°S 174.809636°E   | Park, a vulkán már nem ismerhető fel                                                                                  |
| 20  | Orakei Basin                 | Orakei                                 |          | ~ 740 m           | > 85 500 év        |                     | d. sz. 36,867124°, k. h. 174,813080°36.867124°S 174.813080°E   | Tufagyűrű krátertóval                                                                                                 |
| 21  | Saint Heliers, Glover Park   | Whakamuhu                              |          |                   | > 45 000 év        |                     | d. sz. 36° 51′, k. h. 174° 52′36.850000°S 174.866667°E         | Tufagyűrű kráterrel, sportpályák a kráterben (Glover Park)                                                            |
| 22  | Tailor Hill                  | Taurere                                |          |                   | 32 000–34 000 év   |                     | d. sz. 36,864223°, k. h. 174,869943°36.864223°S 174.869943°E   | Deformált vulkáni kúp                                                                                                 |
| 23  | Mount Wellington (Új-Zéland) | Maungarei                              | 135 m    |                   | 10 000 év          |                     | d. sz. 36° 55′, k. h. 174° 49′36.916667°S 174.816667°E         | Vulkáni kúp, kráter nélkül                                                                                            |
| 24  | Purchas Hill                 | Te Tauoma                              |          |                   | 11 000 év          |                     | d. sz. 36,887138°, k. h. 174,847476°36.887138°S 174.847476°E   | |
| 25  | Panmure Basin                | Te Kopua Kai a Hiku                    |          | 640–995 m         | 31 500–32 500 év   |                     | d. sz. 36,904950°, k. h. 174,849343°36.904950°S 174.849343°E   | Tufagyűrű krátertóval                                                                                                 |
| 26  | Mount Smart                  | Rarotonga                              |          | 640–995 m         | 31 500–32 500 év   |                     | d. sz. 36° 55′ 06″, k. h. 174° 48′ 45″36.918333°S 174.812500°E | Elhordták, a kráter helyén stadion épült                                                                              |
| 27  | Hopua                        | Te Hopua a Rangi                       |          |                   | > 29 000 év        |                     | d. sz. 36,929500°, k. h. 174,784734°36.929500°S 174.784734°E   | |
| 28  | Mount Richmond               | Otahuhu                                | 40 m     | 50–60 m           | 32 000–34 000 év   | Otahuhu             | d. sz. 36° 55′ 57″, k. h. 174° 50′ 22″36.932562°S 174.839451°E | Kráter |
| 29  | McLennan Hills               | Te Apunga o Tainui                     |          |                   | 42 500–55 000 év   |                     | d. sz. 36,929208°, k. h. 174,846468°36.929208°S 174.846468°E   | |
| 30  | Robertson Hill               |                                        |          |                   |                    | East Tamaki         | d. sz. 36,948477°, k. h. 174,841726°36.948477°S 174.841726°E   | Sturges Park, sportpálya az egykori kráterben                                                                         |
| 31  | Highbrook Park               | Pukewairiki                            |          |                   |                    |                     | d. sz. 36,944078°, k. h. 174,865887°36.944078°S 174.865887°E   | Félkör alakú kráter egy folyó torkolatában, részben parkká alakítva                                                   |
| 32  | Hampton Park                 |                                        | 20 m     | 45–50 m           | 26 500–55 000 év   |                     | d. sz. 36,950925°, k. h. 174,895440°36.950925°S 174.895440°E   | Szabálytalan kráter                                                                                                   |
| 33  | Otara Hill                   | Te Puke o Taramainuku                  |          |                   |                    |                     | d. sz. 36,867124°, k. h. 174,813080°36.867124°S 174.813080°E   | |
| 34  | Green Hill                   | Matanginui                             |          |                   | 20 000 év          |                     | d. sz. 36,939911°, k. h. 174,898267°36.939911°S 174.898267°E   | |
| 35  | Styaks Swamp                 |                                        |          |                   |                    |                     | d. sz. 36,936138°, k. h. 174,900155°36.936138°S 174.900155°E   | |
| 36  | Pigeon Mountain (Új-Zéland)  | O Huiarangi                            | 55 m     |                   |                    |                     | d. sz. 36,888846°, k. h. 174,903116°36.888846°S 174.903116°E   | Vulkáni kúp, kráter nélkül                                                                                            |
| 37  | Mount Mangere                | Te Pane a Mataaho                      | 106 m    | 300–360 m         | 22 000–35 000 év   | Mangere             | d. sz. 36° 56′ 59″, k. h. 174° 46′ 59″36.949722°S 174.783056°E | Két kráter |
| 38  | Mangere Lagoon               |                                        |          |                   |                    | Mangere             | d. sz. 36,957025°, k. h. 174,777632°36.957025°S 174.777632°E   | Tufagyűrű krátertóval                                                                                                 |
| 39  | Puketutu-sziget              | Te Motu a Hiaroa                       |          | 60–85 m           | 30 000–34 000 év   | Puketutu-sziget     | d. sz. 36,965186°, k. h. 174,747248°36.965186°S 174.747248°E   | Vulkankegel und Krater                                                                                                |
| 40  | Mount Gabriel                | Waitomokia                             |          |                   |                    | Mangere             | d. sz. 36,976981°, k. h. 174,770336°36.976981°S 174.770336°E   | |
| 41  | Pukeiti                      | Puketapapakanga a Hape                 |          | 32–39 m           |                    | Mangere             | d. sz. 36,983756°, k. h. 174,757183°36.983756°S 174.757183°E   | |
| 42  | Otuataua                     | Otuataua                               |          | 165–180 m         |                    | Mangere             | d. sz. 36,985792°, k. h. 174,754055°36.985792°S 174.754055°E   | |
| 43  | Mount Ellets                 | Maungataketake                         |          | 350–545 m         |                    | Mangere             | d. sz. 36,994635°, k. h. 174,747548°36.994635°S 174.747548°E   | Kráter, kőbánya |
| 44  | Pukaki Lagoon                | Te Pukaki Tapu o Poutukeka             |          | 560–670 m         | > 65 000 év        | Manukau City        | d. sz. 36,982998°, k. h. 174,810226°36.982998°S 174.810226°E   | Tufagyűrű kráterrel                                                                                                   |
| 45  | Crater Hill (Új-Zéland)      |                                        |          | 720–870 m         | 32 000–34 000 év   | Manukau City        | d. sz. 36,986546°, k. h. 174,827135°36.986546°S 174.827135°E   | Tufagyűrű szabálytalan kráterrel és kis krátertóval                                                                   |
| 46  | Kohuora                      | Kohuora                                |          |                   | > 32 000 év        | Manukau City        | d. sz. 36,978730°, k. h. 174,842691°36.978730°S 174.842691°E   | Park, a vulkán már nem ismerhető fel                                                                                  |
| 47  | Mount McLaughlin             | Matukutureia                           |          | 170–310 m         | ~ 110 000 év       | Clendon Park        | d. sz. 37° 00′ 49″, k. h. 174° 50′ 46″37.013511°S 174.845974°E | Szabálytalan krátertó, Matakarua vagy Matukutururu néven is ismert                                                    |
| 48  | Mount Wiri                   | Matukutururu; Te Manurewa o Temapahore |          |                   | 27 000–33 000 év   | Clendon Park        | d. sz. 37° 00′ 26″, k. h. 174° 51′ 30″37.007334°S 174.858441°E | Vulkáni kúp, kőbánya                                                                                                  |
| 49  | Ash Hill                     |                                        |          |                   | 32 000 év          | Clendon Park        | d. sz. 37,002754°, k. h. 174,867545°37.002754°S 174.867545°E   | |
|     |                              |                                        |          |                   |                    |                     |                                                                | |
| 50* | Grafton (vulkán)             |                                        |          |                   |                    | Grafton (Új-Zéland) | d. sz. 36° 51′ 39″, k. h. 174° 45′ 59″36.860833°S 174.766389°E | Tufagyűrű, erősen beépített városrészben, a vulkán már nem ismerhető fel; az Auckland Domain vulkánja részben befedte |
| 51* | Cemetery Crater              |                                        |          | 250 m             |                    | Manukau City        | d. sz. 36,989828°, k. h. 174,841082°36.989828°S 174.841082°E   | Manukau Memorial Gardens, a vulkán már nem ismerhető fel                                                              |
| 52* | Boggust Park Crater          |                                        |          | 300–400 m         |                    |                     | d. sz. 36,955413°, k. h. 174,813552°36.955413°S 174.813552°E   | Park, a vulkán már nem ismerhető fel                                                                                  |
| 53* | Puhinui Craters              |                                        |          | 80–120 m 95–123 m |                    |                     | d. sz. 37° 00′ 53″, k. h. 174° 49′ 59″37.014650°S 174.832960°E | Három kis méretű maar                                                                                                 |

Megjegyzés: az 50-53-as sorszámú vulkánokat 2011-ben fedezték fel.

## Fordítás
- Ez a szócikk részben vagy egészben a Auckland Volcanic Field című német Wikipédia-szócikk ezen változatának fordításán alapul.  Az eredeti cikk szerkesztőit annak laptörténete sorolja fel. Ez a jelzés csupán a megfogalmazás eredetét és a szerzői jogokat jelzi, nem szolgál a cikkben szereplő információk forrásmegjelöléseként.
- Ez a szócikk részben vagy egészben a Auckland Volcanic Field című angol Wikipédia-szócikk ezen változatának fordításán alapul.  Az eredeti cikk szerkesztőit annak laptörténete sorolja fel. Ez a jelzés csupán a megfogalmazás eredetét és a szerzői jogokat jelzi, nem szolgál a cikkben szereplő információk forrásmegjelöléseként.